# خورشیدپرتو روشن
خورشیدپرتو روشن (نام علمی: Curetis bulis)، گونه‌ای از پروانه‌ها وابسته به خانواده گرگ‌پروانگان است که در آسیا یافت می‌شود.